# Хисамова, Танзиля Динисламовна
Танзиля Динисламовна Хисамова (баш. Тәнзилә Динислам ҡыҙы Хисамова; род. 4 апреля 1945 года) — актриса Башкирского государственного академического театра драмы им. М. Гафури. Народная артистка Республики Башкортостан (1999). Заслуженная артистка Российской Федерации (2021).

## Биография
Танзиля Хисамова родилась 4 апреля 1945 года в деревне Хазиново Макаровского района Башкирской АССР (ныне Ишимбайский район Башкортостана).
По семейным обстоятельствам Хисамовы вскоре переехали в Байгузино, родную деревню матери Танзили, а затем в город Ишимбай. Здесь она училась в средней школе № 3 (ныне Башкирская гимназия-интернат № 2 имени Ахметзаки Валиди). В школе активно занималась спортом, играла в драматическом кружке, который вела Сарвар Сайранова. В эти годы в Ишимбае во время гастролей БАДТ имени М. Гафури она увидела игру настоящих артистов в спектакле «Чёрные цветы» и окончательно решила стать актрисой.
В 1966 году окончила Уфимское училище искусств (педагог И. Х. Юмагулов).
С 1966 по 1980 годы и с 1990 года работает в Башкирском государственном академическом театре драмы имени М. Гафури. Имеет амплуа драматической женщины с тяжёлой судьбой, пишет стихи.

## Роли

### В спектаклях
- Сагадат («Һалдат улы» — «Сын солдата» А. М. Мирзагитова; дебют, 1966)
- Салима («Әбейҙәргә ни етмәй» — «Выходили бабки замуж» Ф. М. Булякова)
- Нэркэс (трагедия «Нэркэс» И. Х. Юмагулова)
- Люба («Өлөшһөҙҙәр» — «Крепостные» А. В. Ульянинского по мотивам рассказа «Тупейный художник» Н. С. Лескова)
- Тансулпан (одноим. драма К. Даяна)
- Салима («Шоңҡар» — «Шункар» А. К. Атнабаева)
- Венера («Аҡ сирендәр» — «Белая сирень» Н. Асанбаева)
- Фархиназ («Яуап көнө» — «Допрос» Х. С. Зарипова)
- Надя («Трибунал» А. Е. Макаёнка)
- Самига («Еҙнәкәй» — «Зятёк» Х. К. Ибрагимова)
- Балбика («Аты барҙың — дәрте бар» — «Любви все возрасты покорны» Н. Гаитбая)
- Сарби («Башмагым»)

### В фильмах
- «Миҙал» («Медаль», 2000)
- «Ай ҡыҙы» («Дочь Луны», 2001, 2002; ГТРК «Башкортостан»)

## Награды и звания
- Заслуженная артистка Республики Башкортостан (1994)
- Народная артистка Республики Башкортостан (1999)
- Заслуженная артистка Российской Федерации (2021)[2].